# Туризм в Башкортостане
Туризм в Башкортостане — отрасль экономики субъекта, занимающаяся предоставлением туристических услуг населению.

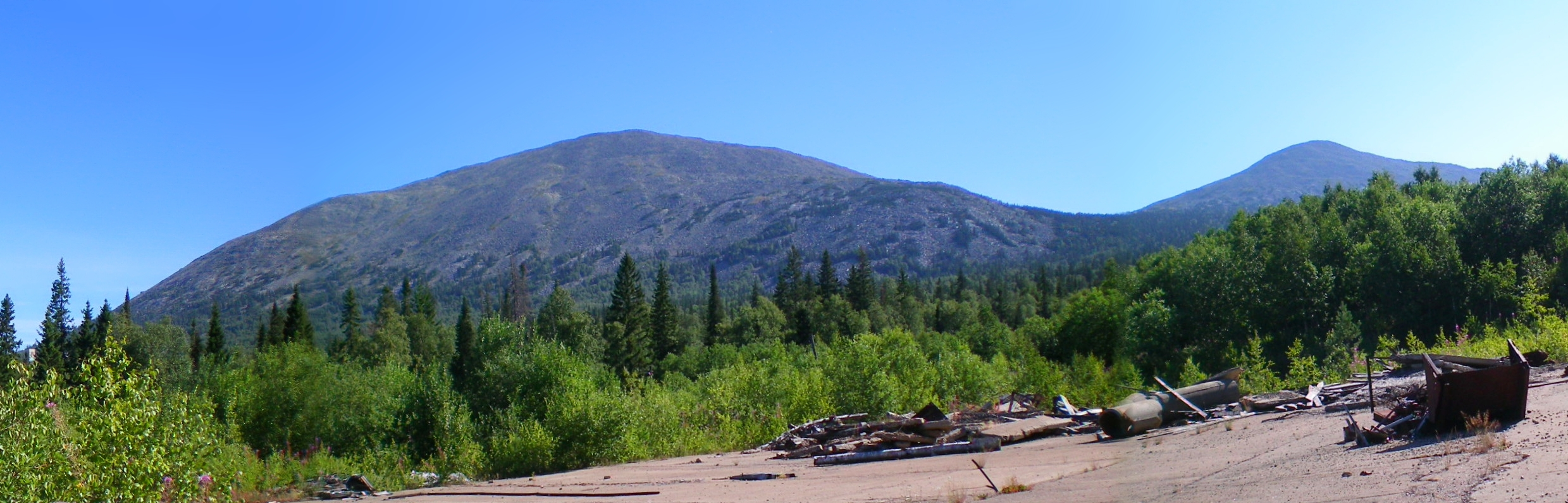
Гора Ямантау

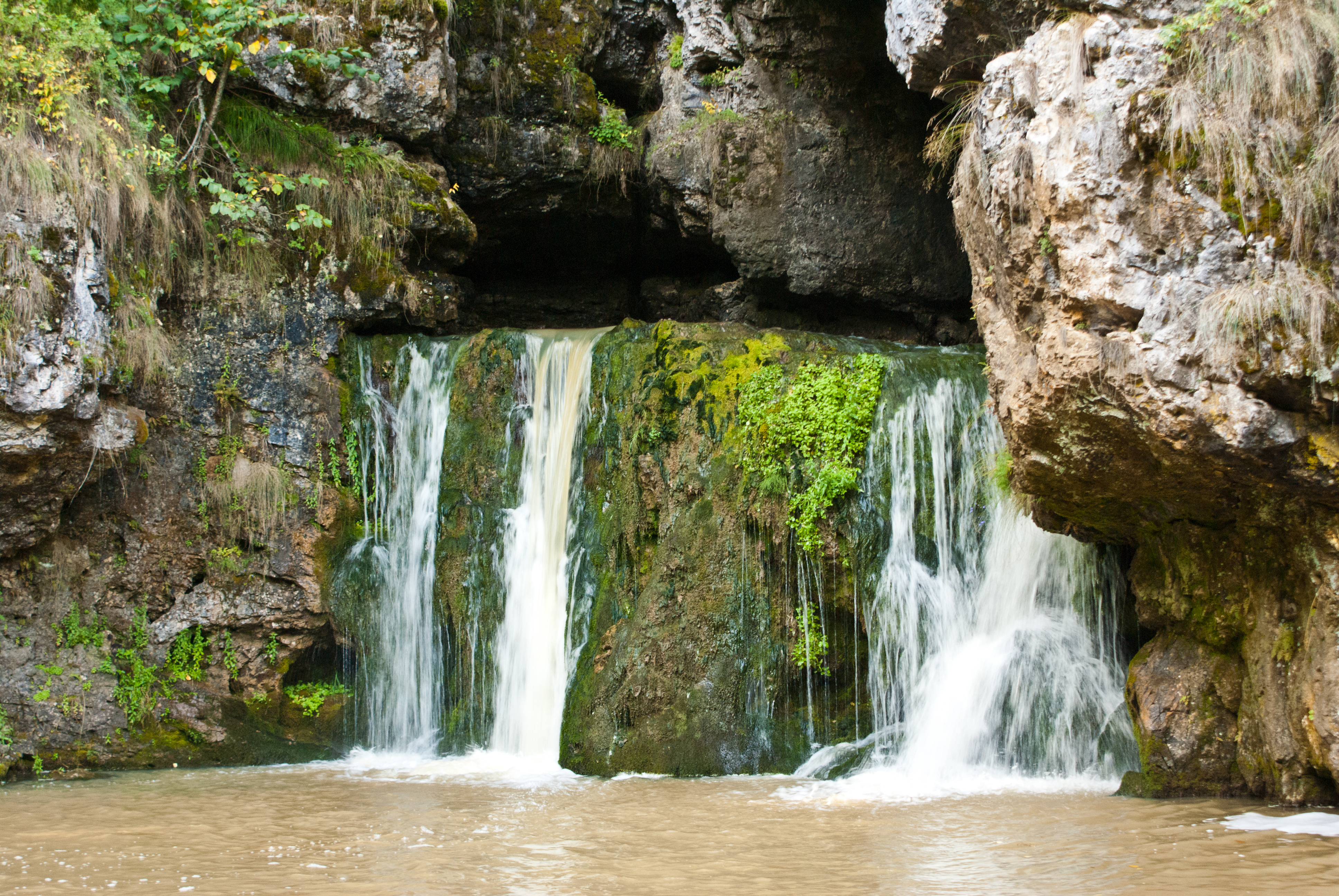
Водопад Атыш и вход в одноимённую пещеру

Развитию туризма в Башкортостане способствуют наличие уникальных природных объектов, памятников истории, культуры и искусства, развитая инфраструктура.

## История развития отрасли

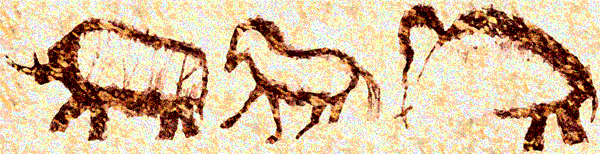
Наскальные рисунки эпохи палеолита в Каповой пещере (Шульган-Таш).

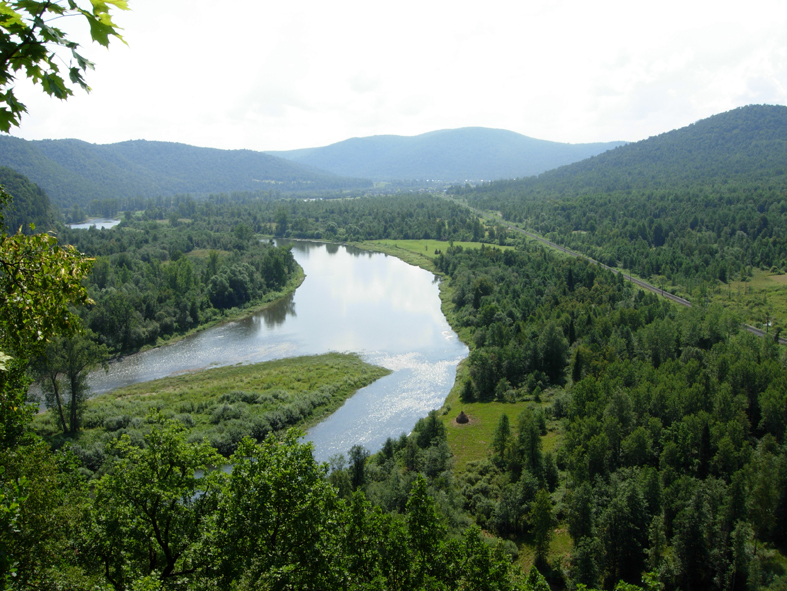
Река Инзер в Белорецком районе Башкортостана.

Организованный туризм в Республике Башкортостан находился в ведении организаций: c 1929 года — Башкирского общества пролетарского туризма, с 1937 года — Высшего совета по физкультуре и спорту при СНК Башкирской АССР, с 1960 года — Туристско-эксплуатационного управления БАССР (БашТЭУ), затем Центрального туристско-экскурсионного управления ВЦСПС (создание документально было завершено 09.01.1960). Начальником вновь созданного БашТЭУ утвержден Шишкин Евгений Константинович; с 1962-1992 гг. работало Уфимское бюро путешествий и экскурсий; 1995 года — Государственного комитета Республики Башкортостан по физической культуре, спорту и туризму (Госкомспорттуризм), с 2000 года — Агентства по туризму Республики Башкортостан, затем  — Государственного комитета по туризму и предпринимательству Республики Башкортостан. Ныне действует Государственный комитет по туризму Республики Башкортостан — республиканский орган исполнительной власти, осуществляющий в пределах своих компетенций государственную политику и регулирование в области развития и поддержки туризма и туристской индустрии.

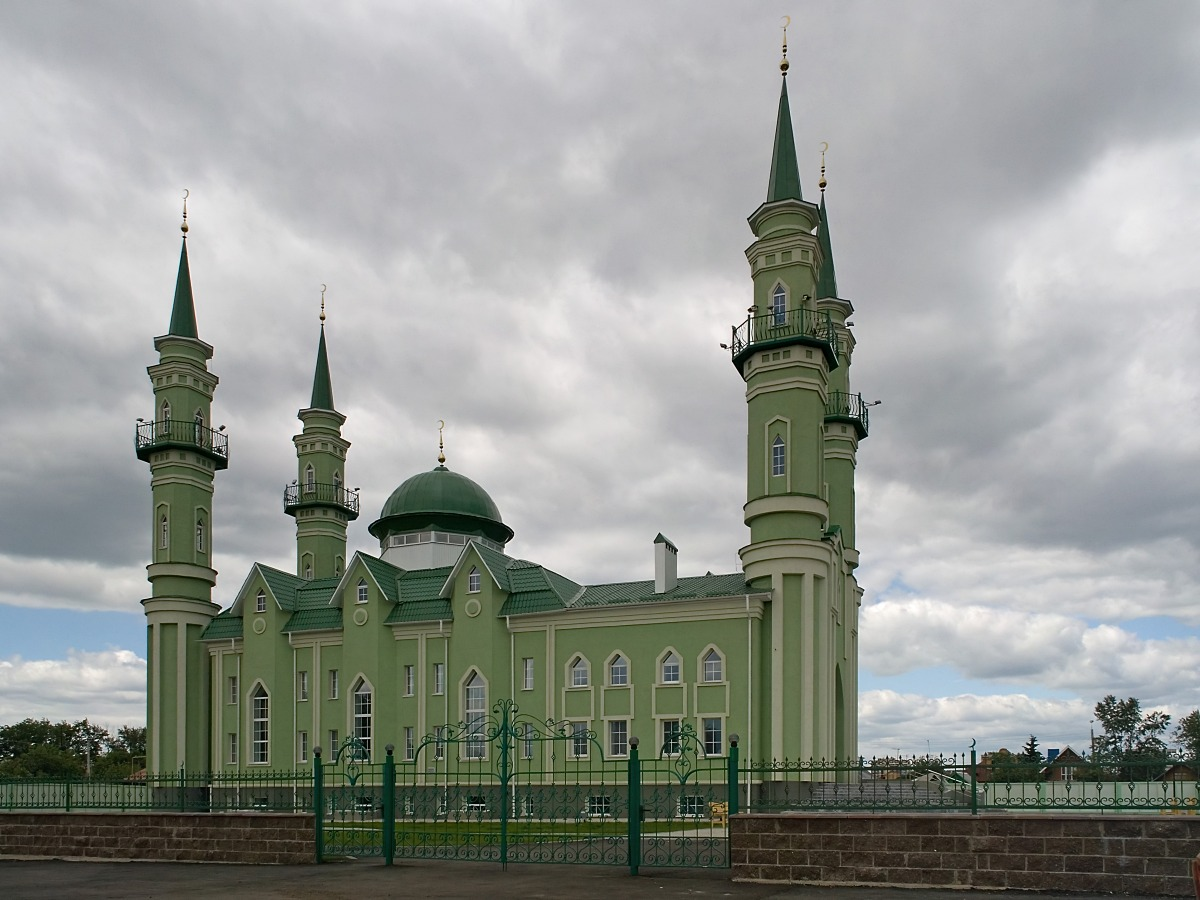
Стерлитамакская соборная мечеть.

Башкирская АССР являлась одним из туристических центров СССР:
- в 1960 году в г. Белорецке проходил II летний Всероссийский слёт туристов;
- в 1964 году в районе скалы Большой Колпак — Всероссийский комбинированный слёт туристов;
- в 1976 году в деревне Таш-Асты Гафурийского района — III Всероссийский слёт пешеходных туристов и в 1986 году Всероссийское первенство туристических контрольно-спасательных служб (1989);
- в 1977 году около деревни Мурадым Кугарчинского района — Всесоюзный комбинированный слёт пешеходных туристов;
- в 1985 году вблизи села Макарова Ишимбайского района — II Всероссийский слёт спелеотуристов;
- в 1989 году в районе пещеры Киндерле (Гафурийский район) проводились Всесоюзные соревнования спелеотуристов[2].

В 1997 году в Уфе открыт музей туризма в Башкортостане при Туристско-спортивном союзе республики.«

## Туристические ресурсы

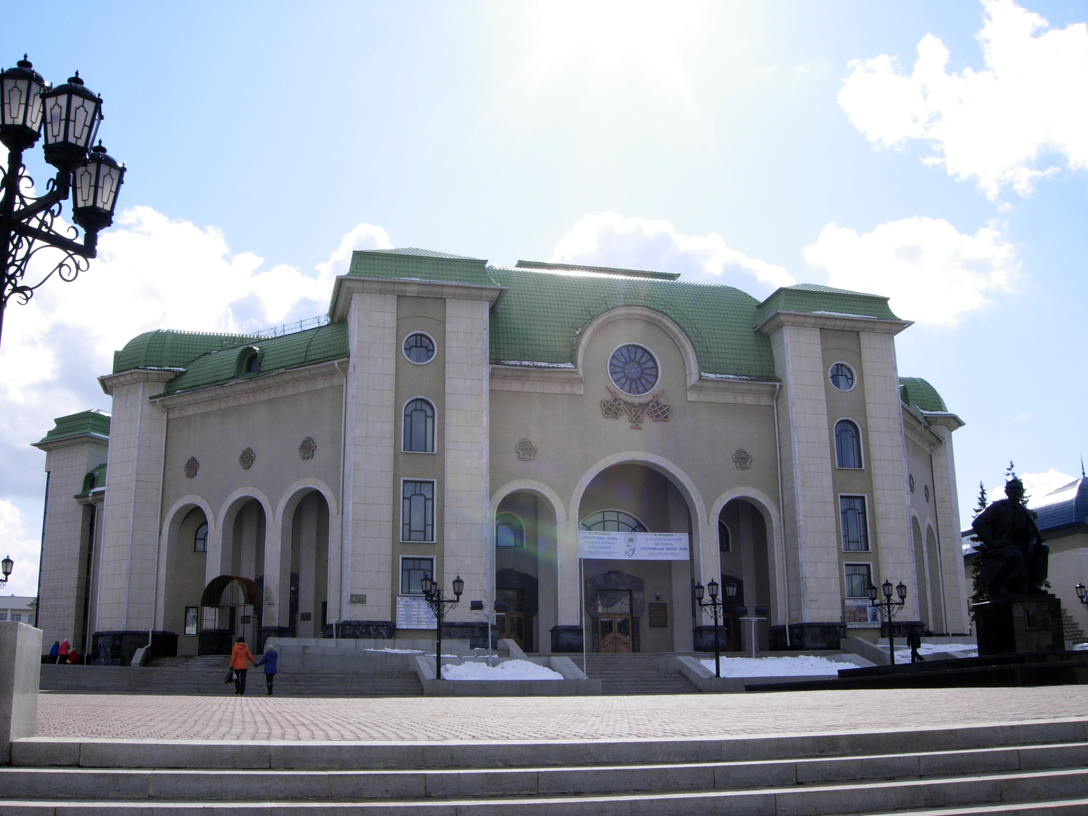
Башкирский академический театр драмы имени Мажита Гафури

Туризм играет существенную роль в экономике Башкортостана. Из-за разнообразных природных ландшафтов Башкирию одни называют второй Швейцарией, подмечая при этом недостатки, среди которых - недостаточное развитие туризма как индустрии, приносящей устойчивый доход, другие восхищаются девственной природой примечательных мест региона, не затронутой туристической инфраструктурой. 

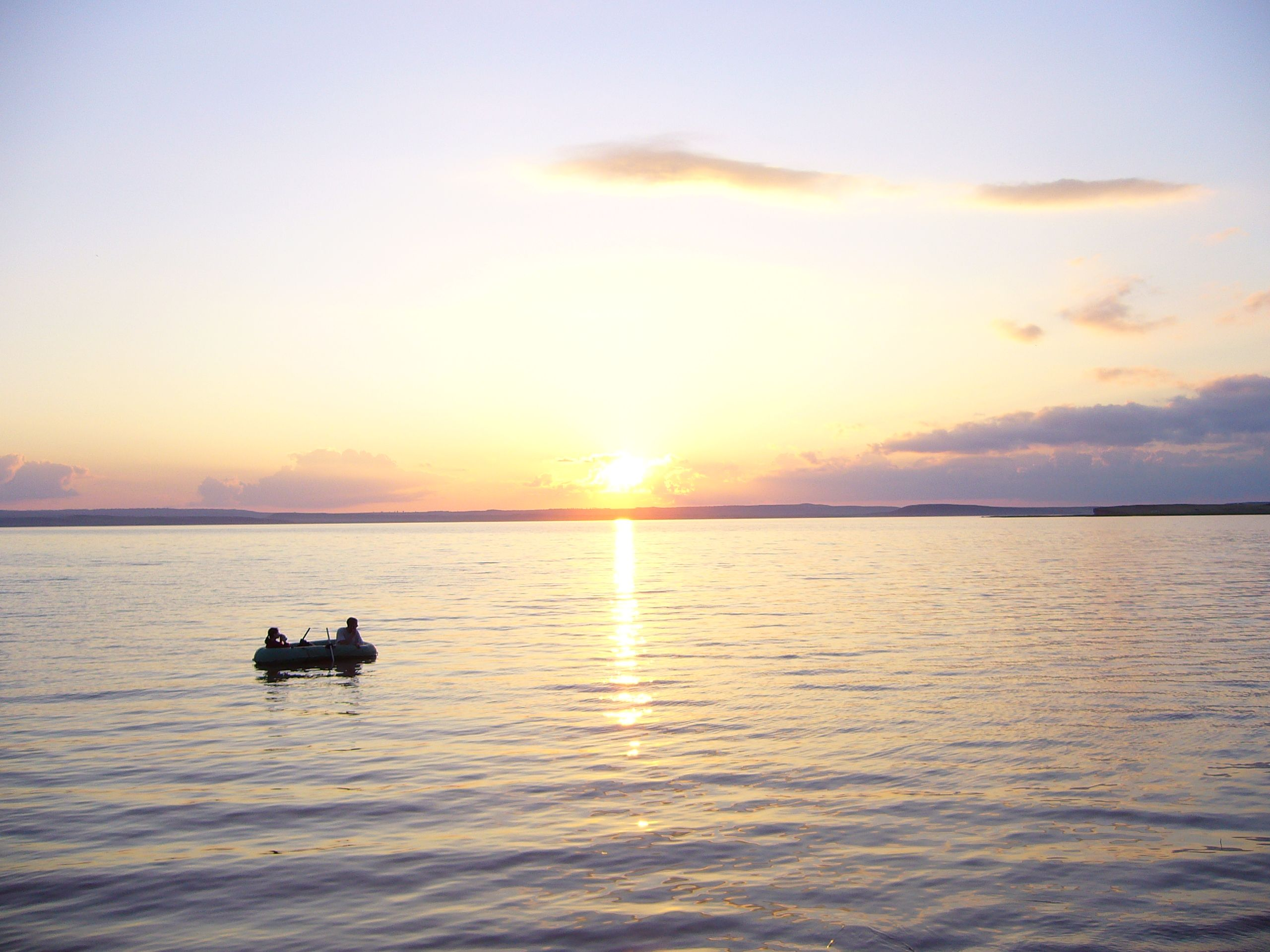
Асылыкуль — самое крупное озеро в Башкортостане

Туристские ресурсы Башкортостана: памятники культуры и искусства городов Уфы, Стерлитамака, Ишимбая, Салавата и др.; около 300 карстовых пещер; 600 рек, с крупнейшей рекой Белой; 800 озёр; хребты Уральских гор, являющимися древнейшими горными образованиями в Европе, включая высочайшую вершину в республике — гору Ямантау; три государственных заповедника («Шульган-Таш», Башкирский заповедник, Южно-Уральский заповедник) и национальный природный парк («Башкирия»).
На территории Башкортостана сложились абашевская культура, алакульская культура, межовская культура, петровская культура, приказанская культура, саргаринская культура, синташтинская культура, срубная культура, турбинская культура, фёдоровская культура, черкаскульская культура бронзового века. Около 600 памятников от 3‑го тыс. до н. э. и до 1‑го тыс. до н. э. открыто в республике и расположено в бассейне рек Ай, Белой, Дёмы, Ик, Камы, Урала и др.
В республике множество маршрутов разного характера и уровня сложности: доступные и спортивные сплавы по рекам, горные одно- и многодневные маршруты, велотреки, природные скалы для скалолазания, удобные тропы для конных прогулок.
На озёрах и водохранилищах действуют десятки туристических баз и санаториев.

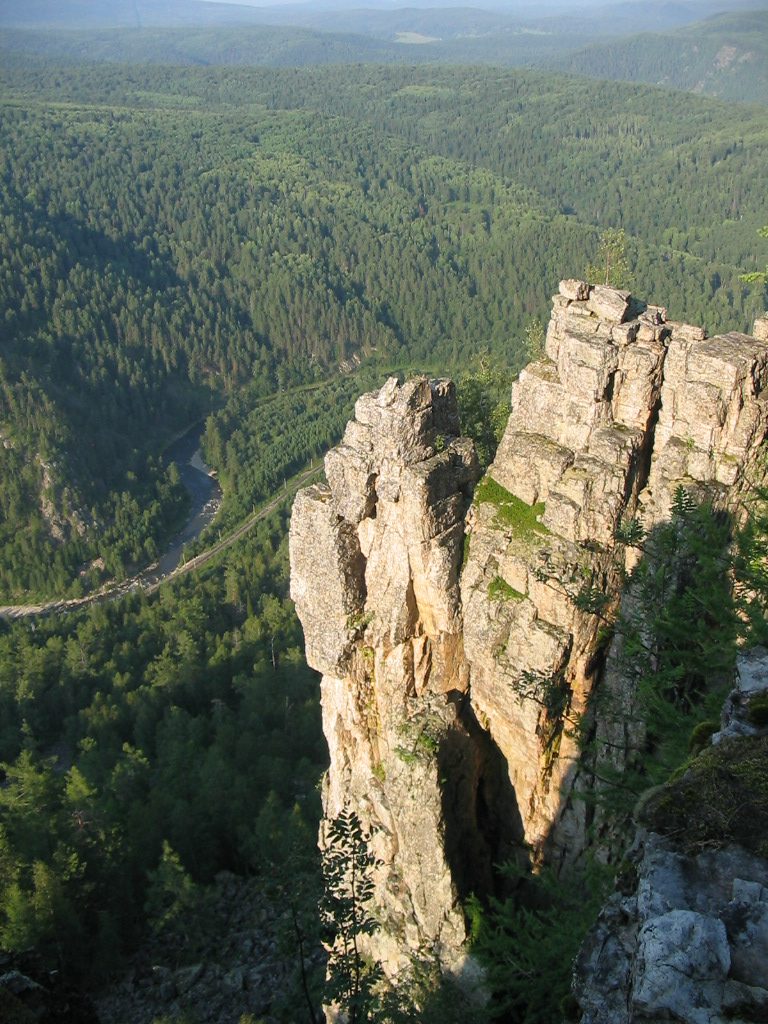
Айгир — скала у реки Инзер

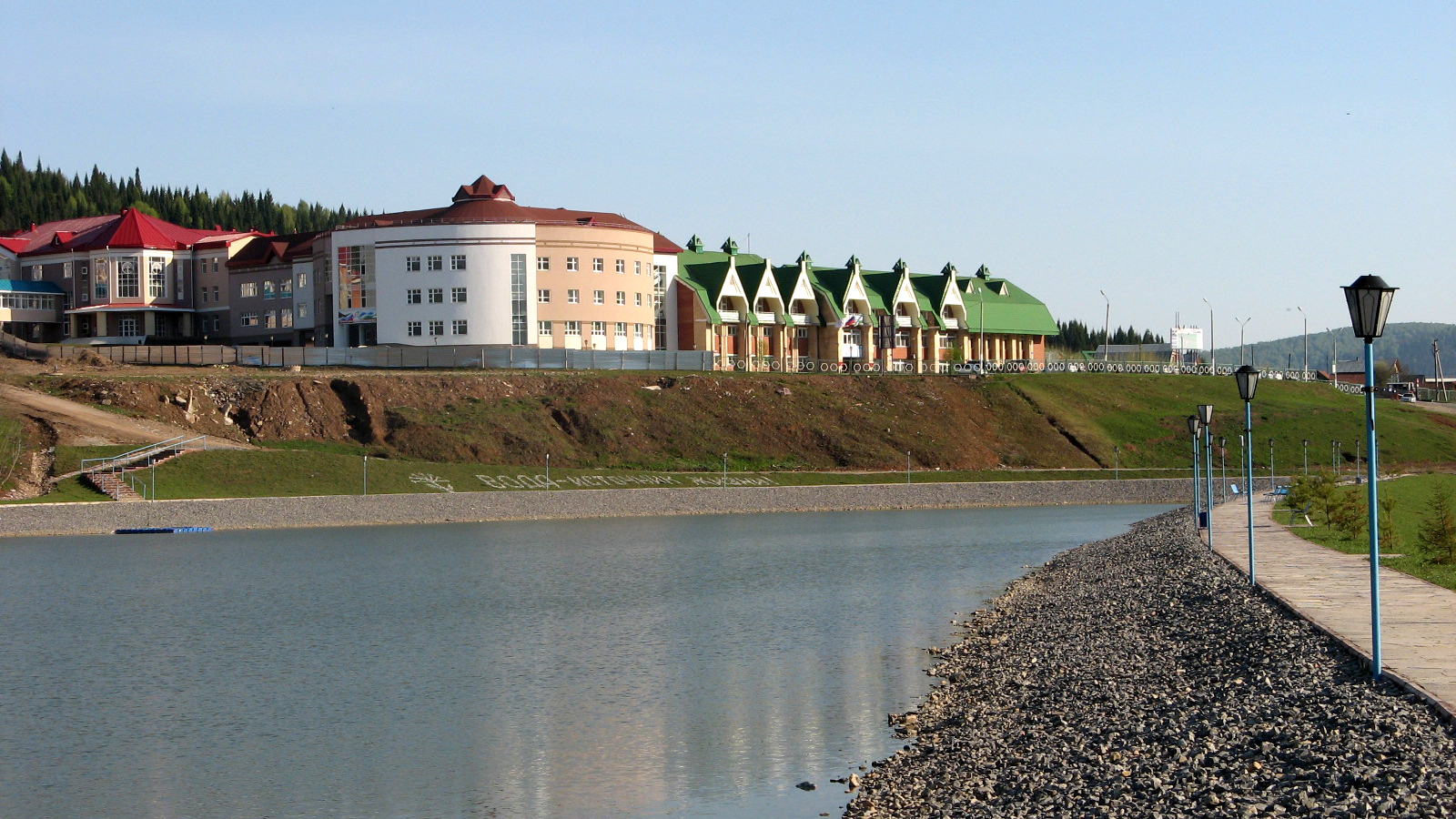
Санаторий «Ассы»

Сейчас в Башкортостане функционирует 31 санаторий (санатории «Янган-Тау», «Красноусольск», «Зелёная Роща», «Якты-Куль», «Юматово», «Ассы», «Карагай», «Танып», «Талкас», «Чехово» и др.), каждый из которых обладают своими уникальными источниками лечебных вод и грязей, направлениями — кумысолечением, иппотерапией и др.
Горнолыжные курорты расположены в Абзакове, на озере Банном, в Белорецке («Мраткино», городе Октябрьский («Уязы-Тау»), Уфе («Ак Йорт») и в других местах.
Уникальные пещеры — Шульган-Таш с наскальными рисунками эпохи палеолита, Салаватская пещера и др.
Горный массив Иремель считали священным. Горы Шихан: Тратау, Шахтау, Юрактау и Куштау - это сложенные из пород известняка бывшие коралловые рифы.
Павловское водохранилище с возможностью для экстремального отдыха зимой и летом. Водопады Атыш, Гадельша, Шарлама и другие привлекают немало туристов в республику.

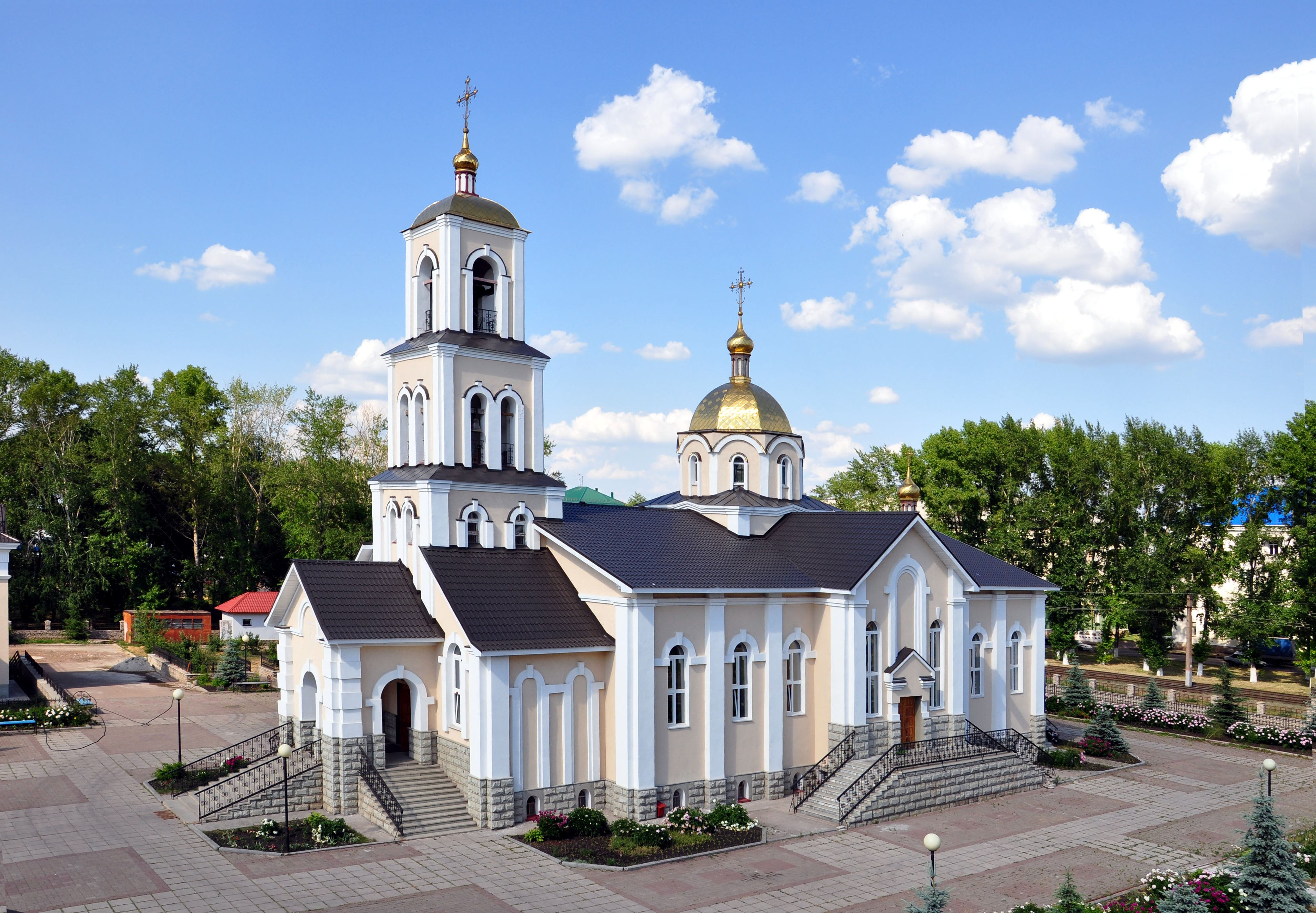
Свято-Успенский кафедральный собор в Салавате

Православные храмы и монастыри Башкортостана, мусульманские мечети, включая мечеть «Суфия» в Кантюковке, для паломничества верующих.
Объектами паломничества православных верующих на территории республики являются: места явления Берёзовской святителя Николая Чудотворца иконы, Богородско-Уфимской Божией Матери иконы, Табынской Божией Матери иконы, в Успенский Свято-Георгиевский мужской монастырь, к мощам блаженной Варвары в женский монастырь Святых Царственных Страстотерпцев, преподобной Зосимы Эннатской в Марфо-Мариинский женский монастырь, преподобного Моисея в Свято-Сергиевский кафедральный собор и др.

## Инфраструктура
Башкортостан имеет развитую туристическую инфраструктуру в виде гостиниц, туристических клубов, авиационного, автомобильного, водного, гужевого транспорта, горные подъёмники на горных курортах и местах горнолыжного спорта.

## Виды туризма
Конно-санные маршруты на снегоходах «Буран», конно-верховые маршруты. «Арский камень» до начала 90-х годов был единственной турбазой в стране, принимавшей на конные маршруты родителей с детьми.

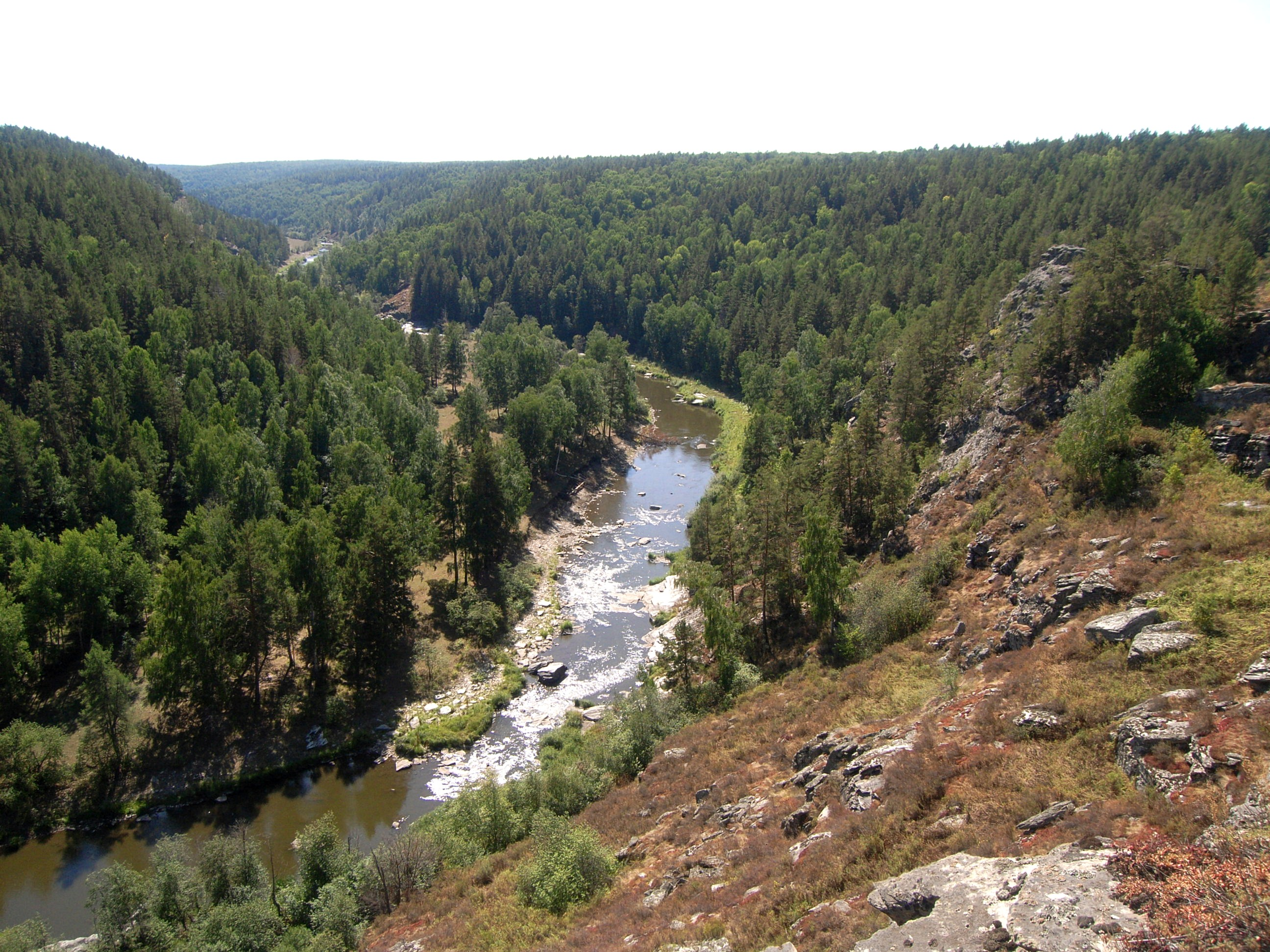
Река Сакмара в Зилаирском районе Башкортостана.

Распространён сплав туристов по рекам Башкортостана (Инзер, Малый Инзер, Сакмара и по др.) на резиновых надувных плотах, каркасно-разборных байдарках, катамаранах и других видах туристических судов.
Популярны также велосипедный, лыжный, теплоходный, водномоторный, автомобильный, пешеходный виды туризма. В республике на 1995 год приходилось 5 турбаз и 99 баз отдыха.
В 1992 года впервые организован приём зарубежных туристов для зимней охоты на медведя. В Башкортостане создана широкая инфраструктура для иностранного туризма: представительство МИД России в Уфе, международный аэропорт, таможня, гостиницы «Россия», «Аврора» и др.
В последнее время развиваются и новые направления туризма, такие как экотуризм, агро-, гастро- и этнотуризм, рыбный, экстремальный и социальный туризм и т. п. В 2018 году появился краеведческий туристический маршрут «Башкирская кругосветка», аналога которому нет пока ни в одном регионе Российской Федерации. По прогнозам организаторов, он будет способствовать развитию автовеломототуризма в республике.

## Организации

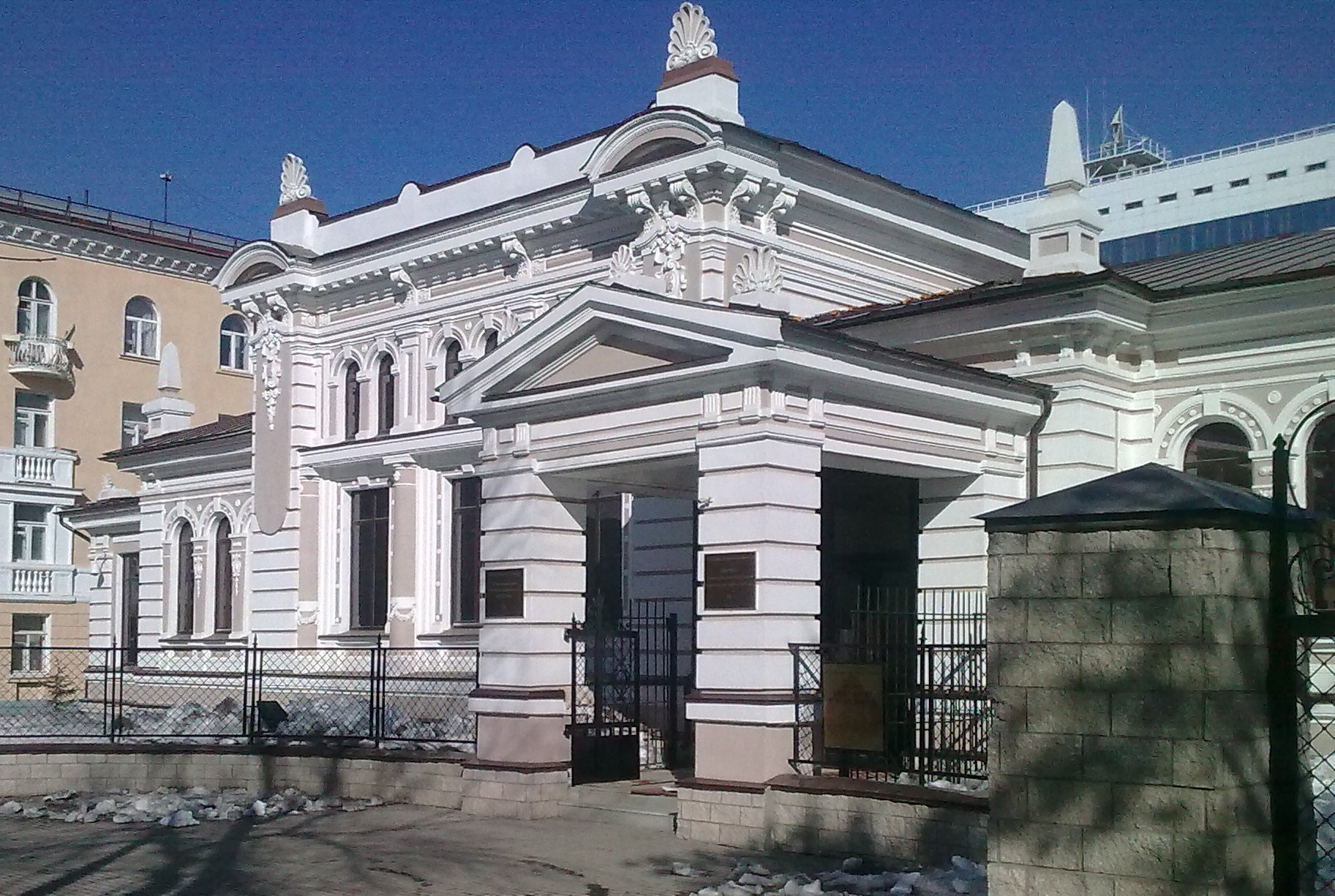
Музей археологии и этнографии (Уфа)

Агентство по туризму Республики Башкортостан — республиканский орган исполнительной власти, осуществляющий в пределах своей компетенции государственную политику и регулирование в области развития и поддержки туризма и туристской индустрии.

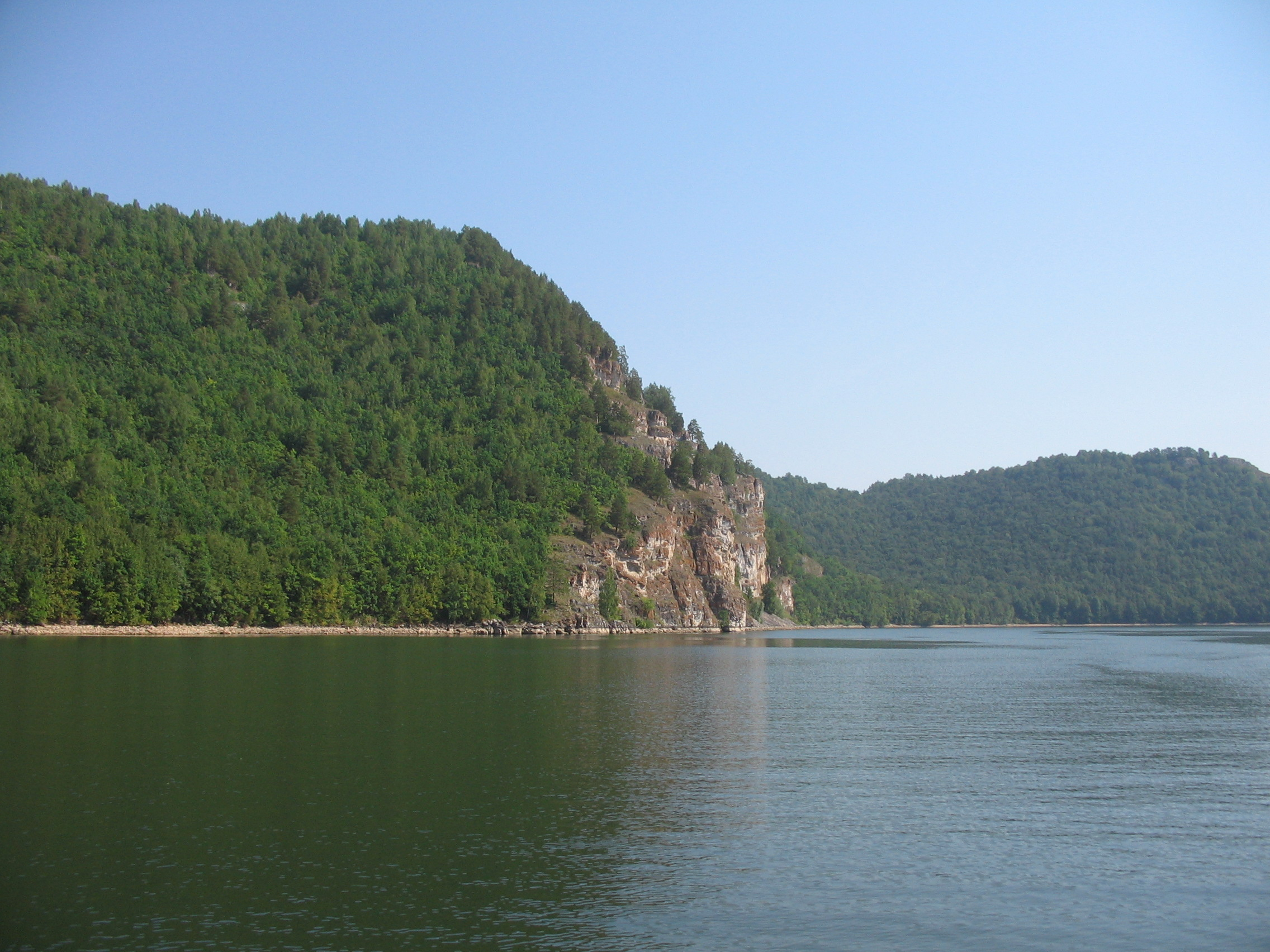
Нугушское водохранилище.

Агентство образовано 19 декабря 2012 в соответствие с указом Президента Республики Башкортостан от 24 октября 2012 года № УП-407 «О мерах по совершенствованию структуры исполнительных органов государственной власти Республики Башкортостан» взамен Государственного комитета Республики Башкортостан по предпринимательству и туризму в сфере туризма и действует на основании Положения, утверждённого постановлением Правительства Республики Башкортостан от 18 декабря 2012 год № 459 «Об утверждении Положения об Агентстве по туризму Республики Башкортостан».
Ключевые направления деятельности и задачи агентства:

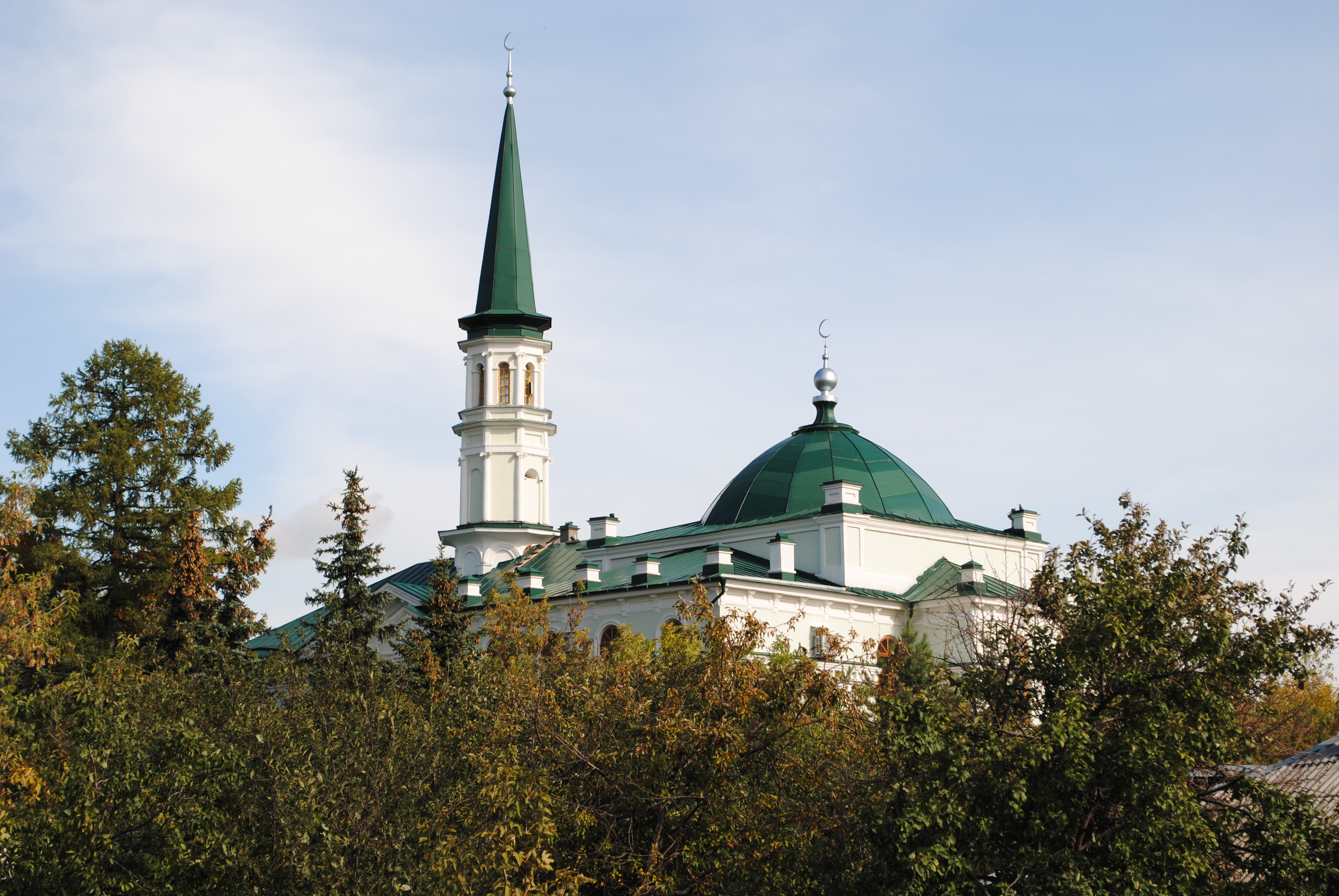
Первая соборная мечеть Уфы — старейшая мечеть республики. Построена в 1830 году.

- создание и развитие на территории Башкортостана конкурентоспособного туристско-рекреационного комплекса;
- повышение инвестиционной привлекательности туристской индустрии;
- продвижение республиканского турпродукта в рамках Долгосрочной целевой программы «Развитие внутреннего и въездного туризма в Республике Башкортостан на 2012—2016 годы», утверждённой постановлением Правительства Республики Башкортостан от 7 июня 2012 года № 185.

В целях повышения доступности информации о туристических достопримечательностях Республики Башкортостан Агентство реализует Интернет-портал «Bashkiria.travel», 
а также «Центр развития туризма и отдыха РБ». В рамках создания Интернет-портала организован съёмочный процесс с использованием технологии сферической съёмки посредством беспилотного вертолёта. Отснятый материал будет размещён на портале с рабочим названием «Виртуальный Башкортостан».
В республике ежегодно проводится организованная отправка верующих в Саудовскую Аравию для совершения хаджа. Паломничество осуществляется через туроператоров: благотворительный Хадж Фонд (от ЦДУМ России) и «Урал-Хадж» (от Совета муфтиев России). Из выделяемых для России Саудовской Аравией квот в 3200 паломников, на РБ приходится 370 мест.

Памятник Салавату Юлаеву в Уфе — самая крупная бронзовая статуя в Европе

### Социальный туризм
Агентство реализует направление социального туризма — подготовлен проект Подпрограммы «Развитие социального туризма в Республике Башкортостан» на 2013-2016 годы, который согласован со всеми заинтересованными ведомствами. Общий объём финансирования Подпрограммы предполагается в размере 228,6 млн рублей, что позволит воспользоваться туристскими услугами около 28 000 пенсионерам, инвалидам и воспитанникам детских домов.

## Перспективы развития отрасли
В настоящее время определены семь кластеров, составляющую основу перспективного развития туризма в Башкортостане. Три района образовали туристско-рекреационную зону «Урал», где будет создан туристический комплекс международного класса, специализирующийся на зимних видах спорта и отдыха и на некоторых оригинальных летних видах. Планируется, что «Урал» будут посещать до 1,5 млн туристов ежегодно.

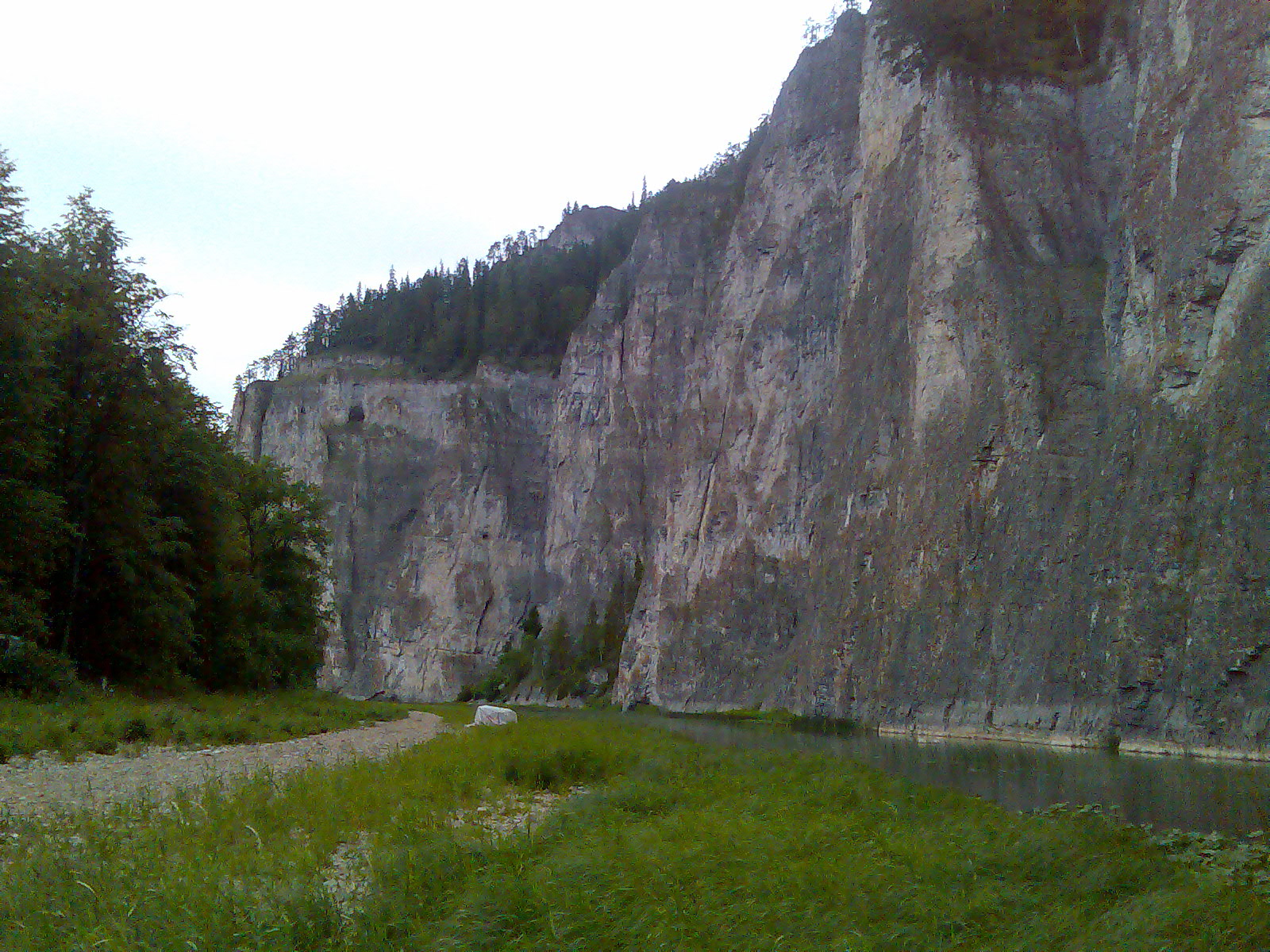
Скала Мамбет и река Зилим